# Rudy Youngblood
Rudy Youngblood (Belton, 21 settembre 1982) è un attore, musicista, ballerino e artista statunitense.

## Biografia
Di origine nativo-americana, nel 2005 si trasferisce a Los Angeles dopo aver attraversato gli Stati Uniti con il Native American Dance Theater. Viene scelto da Mel Gibson come protagonista per il film epico Apocalypto, in cui interpreta Zampa di Giaguaro. Per questo film ha dovuto imparare la lingua maya yucateca, poiché tutti i dialoghi della sceneggiatura sono in questa lingua.

## Filmografia

### Attore
- Apocalypto (Apocalypto), regia di Mel Gibson (2006)
- Relentless (2009)
- Beatdown (2010)
- Hell on the Border - Cowboy da leggenda (Hell on the Border), regia di Wes Miller (2019)